# Hermann Tuntke
Hermann Tuntke (ur. 11 marca 1907, zm. 19 września 1947 w Landsberg am Lech) – zbrodniarz hitlerowski, członek załogi obozu koncentracyjnego Mauthausen-Gusen i SS-Scharführer.
Członek Waffen-SS. W latach 1943–1945 pełnił służbę w kompleksie obozowym Mauthausen. Był strażnikiem w podobozach Wiener-Neudorf i Haidfeld. Tuntke szczególnie znęcał się nad więźniami podczas apeli. Wielu z nich zakatował wówczas na śmierć. Przed ewakuacją obozu Haidfeld (placówki Wiener-Neudorf) nakazał zamordować kilku niezdolnych do marszu więźniów śmiertelnymi zastrzykami.
Hermann Tuntke został za swoje zbrodnie osądzony 21 maja 1947 przez amerykański Trybunał Wojskowy w Dachau. Skazano go na karę śmierci przez powieszenie i stracono w więzieniu Landsberg we wrześniu 1947.